# Tomislav Karajica
Tomislav Karajica (* 30. November 1976 in Hamburg) ist ein Unternehmer und Investor. Er ist Inhaber und Gründer der Imvest Gruppe, Gesellschafter der Edeloptics GmbH und Hauptgesellschafter der Basketballmannschaft Hamburg Towers.

## Ausbildung
Im Jahr 1996 beendete Karajica, der im Hamburger Stadtteil Stellingen aufwuchs, seine Schulbildung mit dem Abitur am Hamburger Albrecht-Thaer-Gymnasium. Sein Studium schloss er im Jahr 2001 als Diplom-Ingenieur im Fachbereich Bauingenieurwesen an der Fachhochschule in Hamburg ab.

## Karriere
Nach seinem Studienabschluss gründete Karajica 2002 ein Projekt- und Planungsbüro in Hamburg, das er drei Jahre später mit Gründung der Imvest-Gruppe um die Geschäftszweige Projektentwicklung und Bauträgergeschäft erweiterte. Im März 2006 ließ er die Imvest Projektentwicklung GmbH ins Handelsregister eintragen. Das Unternehmen widmet sich der Durchführung von Bauträgergeschäften, dem Erwerb von Grundstücken, der Vermietung und Verwaltung von Immobilien, der Betreibung eines Planungs- und Ingenieurbüros sowie der Projektentwicklung.
Karajica erweiterte die Imvest-Unternehmensgruppe um Firmen des Immobilien-, Bau- und Finanzgewerbes, darunter die Imvest Planen und Bauen GmbH (Gründung 2014), die Imvest Capital GmbH (Gründung 2015) und die Imvest Projektvermarktung GmbH (Gründung ebenfalls 2015). Im 2014 erfolgte die Übernahme der Wernst-Gruppe und die Eingliederung in die Imvest Gruppe. Karajica ist Mitglied des Aufsichtsrates der Wernst Werte AG. 2016 gründete Karajica zusammen mit Rolf Elgeti die Home United Management GmbH.
2009 gründete Karajica gemeinsam mit Dennis Martens das Optikunternehmen Edeloptics GmbH, das mit Stand Januar 2019 eigenen Angaben zufolge Onlinegeschäfte in 53 Ländern betrieb, im Geschäftsjahr 2016 eine Bilanzsumme von 4,6 Millionen Euro aufwies und 2018 einen Umsatz von fast 22 Millionen Euro erzielte. Im Juni 2020 wurde Karajica Mitbetreiber des Hamburger Fernsehturms.
Im März 2024 wurden Insolvenzverfahren bei sieben von Karajicas Unternehmen (Imvest Planen und Bauen GmbH, Imvest Development GmbH, Imvest Projektentwicklung GmbH, Imvest Verwaltung GmbH, More than Places GmbH, Rcadia Management GmbH, Edel Optics) bekannt.

## Sport
Karajica war in den Jahren 1994 bis 1996 im Jugend- und Erwachsenenbereich mehrfach deutscher Karatemeister in der Kategorie Kumite.
Er engagiert sich unter anderem im Hamburger Verein Sport ohne Grenzen, 2014 stieg er als Gesellschafter bei der Betreibergesellschaft der Profi-Basketballmannschaft Hamburg Towers ein. Im Dezember 2016 wurde er dort Prokurist und hielt im September 2017 rund 52 Prozent an der Hamburg Towers Basketball-Betreibergesellschaft mbH.
Mit seinen Firmen Edeloptics und Imvest unterstützt Karjica die Towers auch als Sponsor. Im Mai 2017 wurden die Namensrechte an der Heimspielstätte übernommen, die fortan edel-optics.de Arena hieß. Im September 2018 wurde Karajica in den Verwaltungsrat des Hamburg Towers e.V. gewählt.
Im Januar 2019 wurde Karajicas Vorhaben bekannt, an den Hamburger Elbbrücken mit seinem Unternehmen Home United Management GmbH unter dem Arbeitstitel „Elbdome“ eine privat finanzierte Mehrzweckhalle für 7000 bis 8000 Zuschauer zu errichten.
Im Februar 2019 wurde er mit seinem Unternehmen Home United Management GmbH Eigentümer des österreichischen Fußballvereins SK Austria Klagenfurt, und stieg im April 2019 mehrheitlich beim finanziell angeschlagenen Fußball-Viertligisten Viktoria Berlin ein, der 2021 in die Dritte Liga aufstieg und in der nächsten Saison wieder in die Fußball-Regionalliga Nordost 2022/23 abstieg.

## Familie
Tomislav Karajica ist verheiratet und hat eine Tochter. Seine Brüder Markan Karajica und Zeljko Karajica sind beide im Medienbereich tätig.